# Barrage de Fort Randall
Le barrage de Fort Randall est un barrage sur le Missouri situé dans le Dakota du Sud aux États-Unis. Le barrage a créé le lac Francis Case.